# Église Saint-Pierre de Blagnac
Pour les articles homonymes, voir Église Saint-Pierre.
L'église Saint-Pierre est une église catholique située à Blagnac, en France.

## Localisation
L'église est située dans le département français de la Haute-Garonne, sur la commune de Blagnac.

## Historique

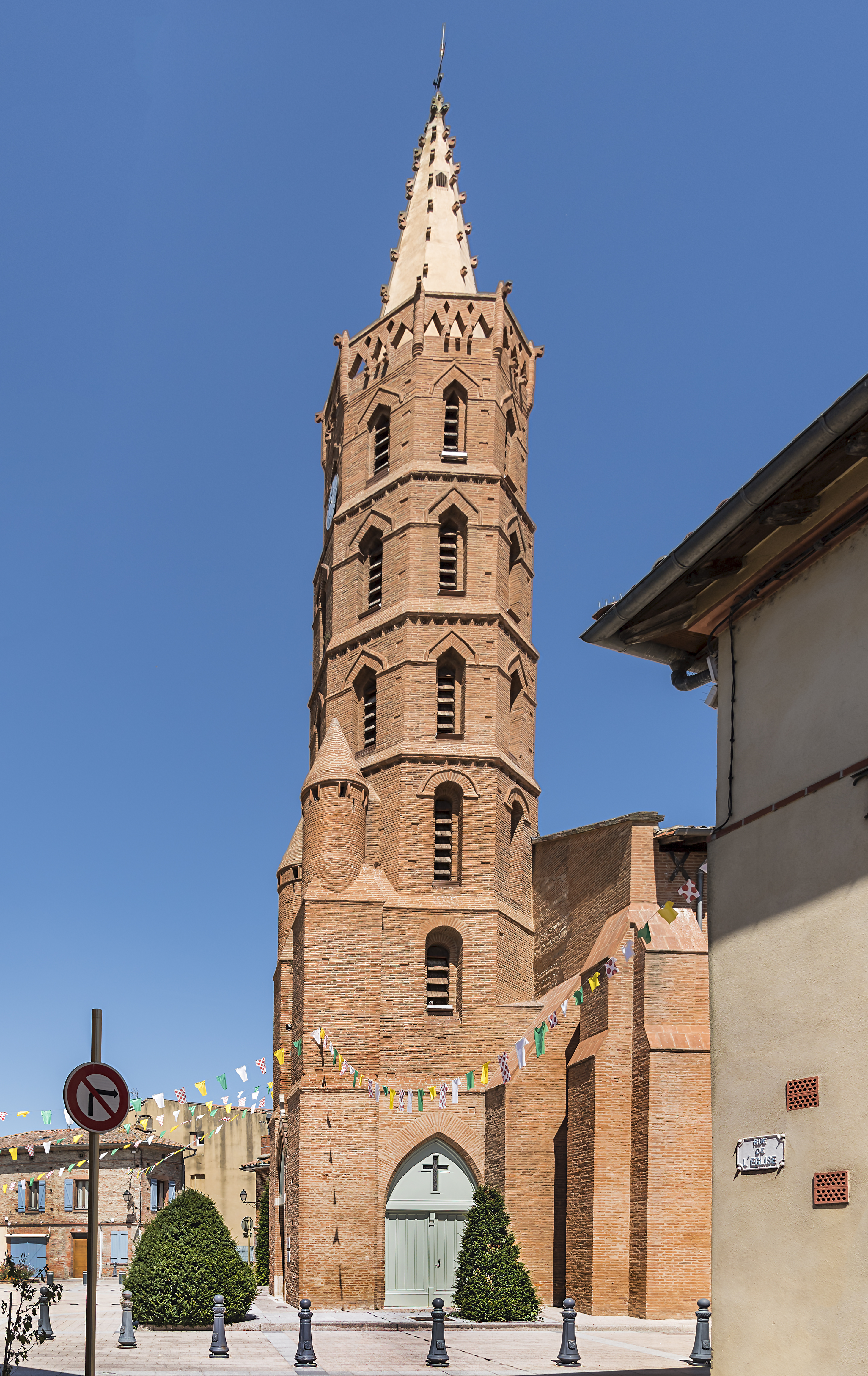
Le clocher de type gothique méridional
avec arc en mitre.

L'édifice est inscrit au titre des monuments historiques en 1926.

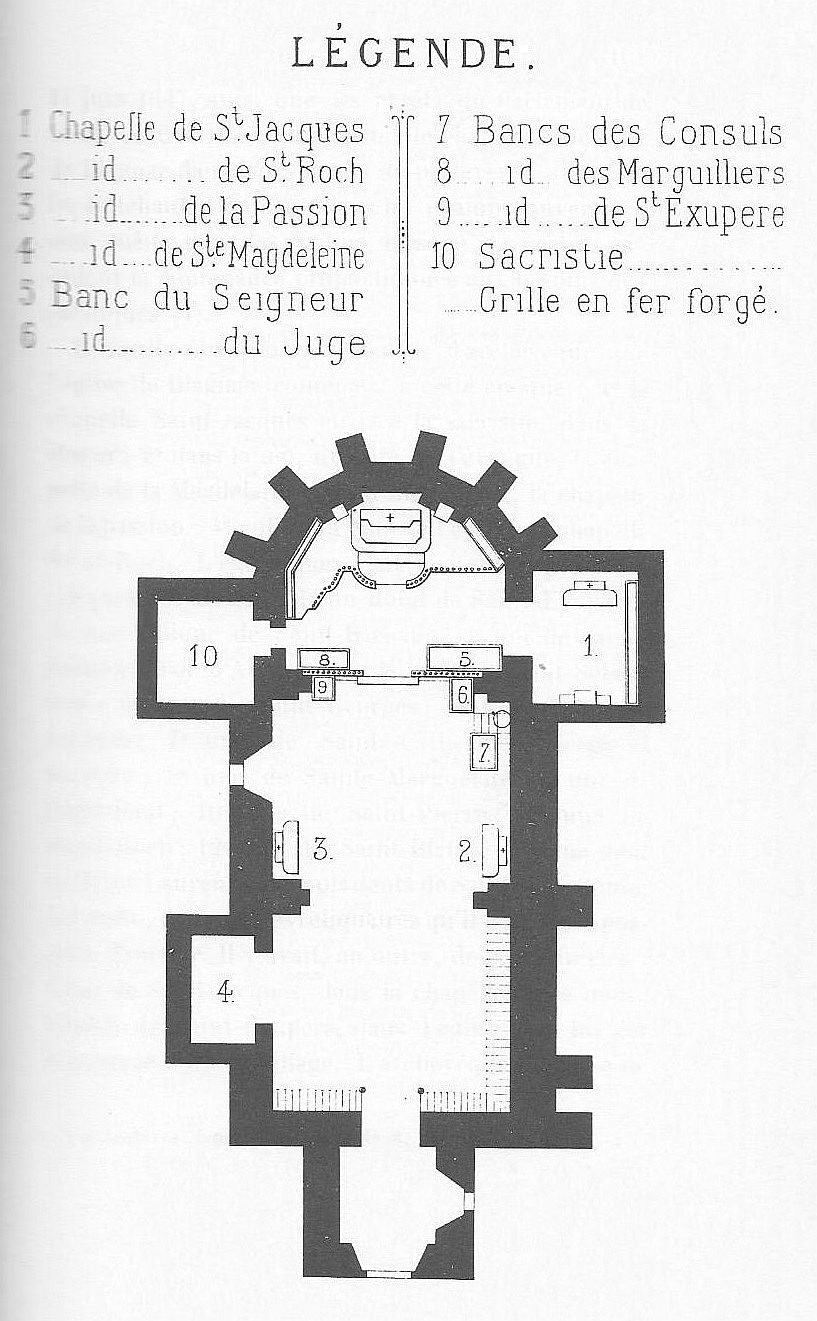
Plan de l'église au temps des capitouls.
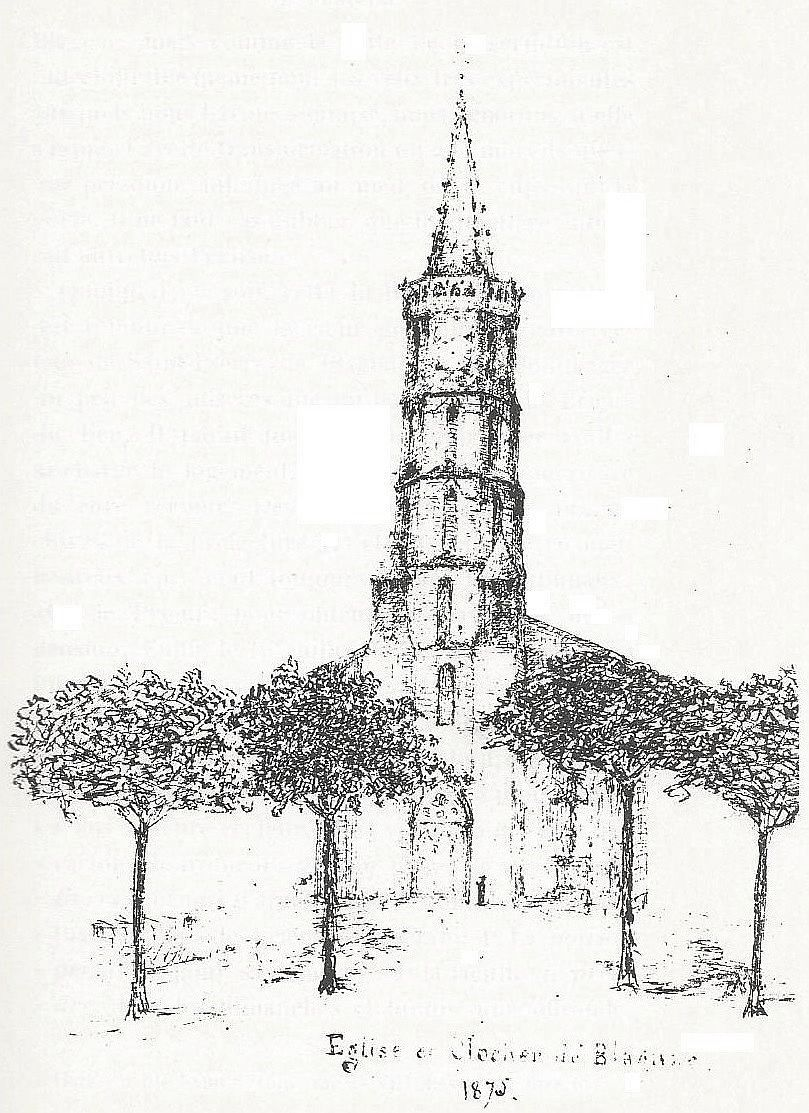
L'église en 1875.
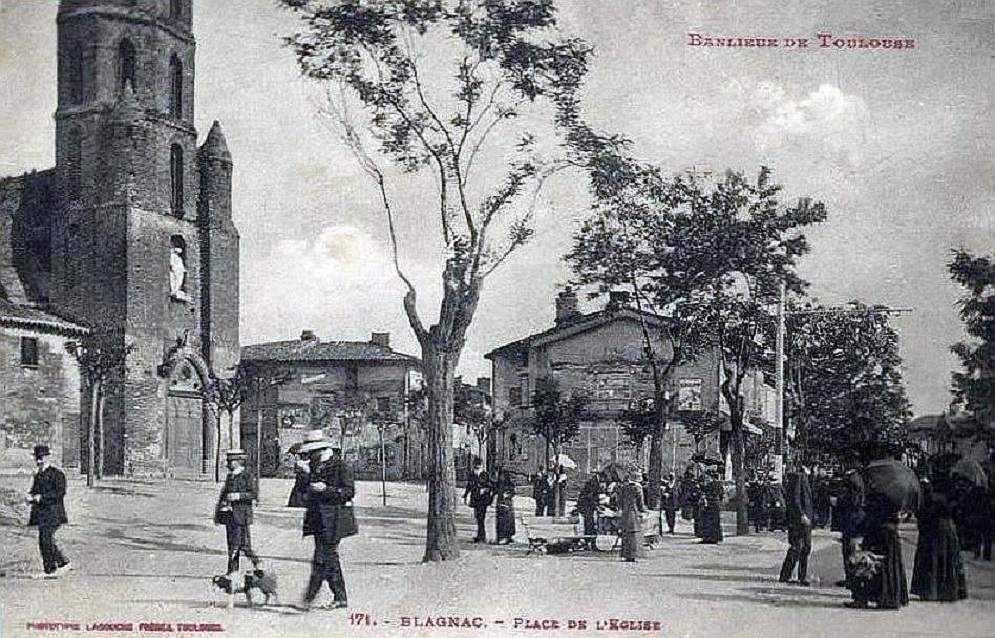
La place de l'église Saint-Pierre de Blagnac, vers 1910.

## Intérieur

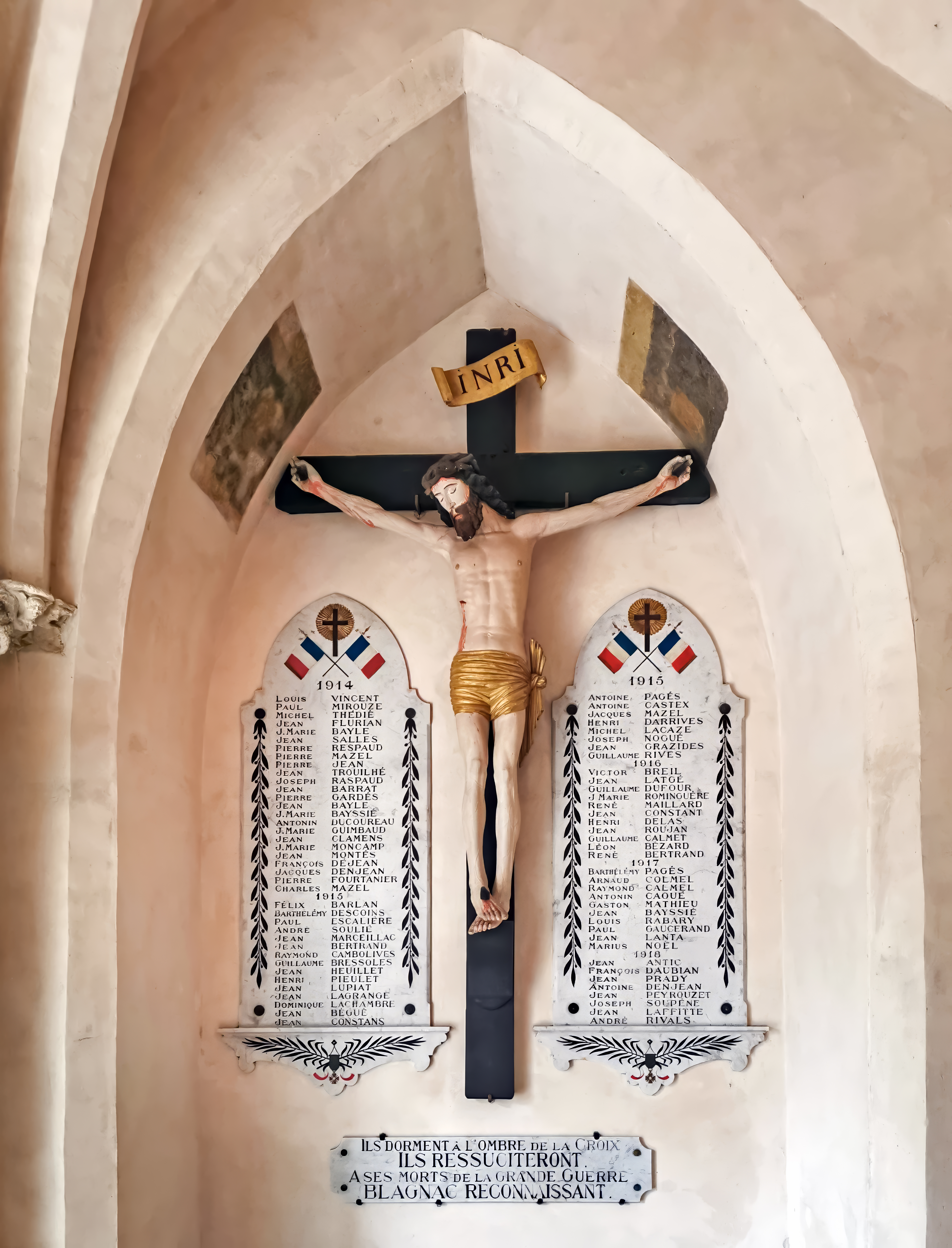
Monument aux Morts de la paroisse
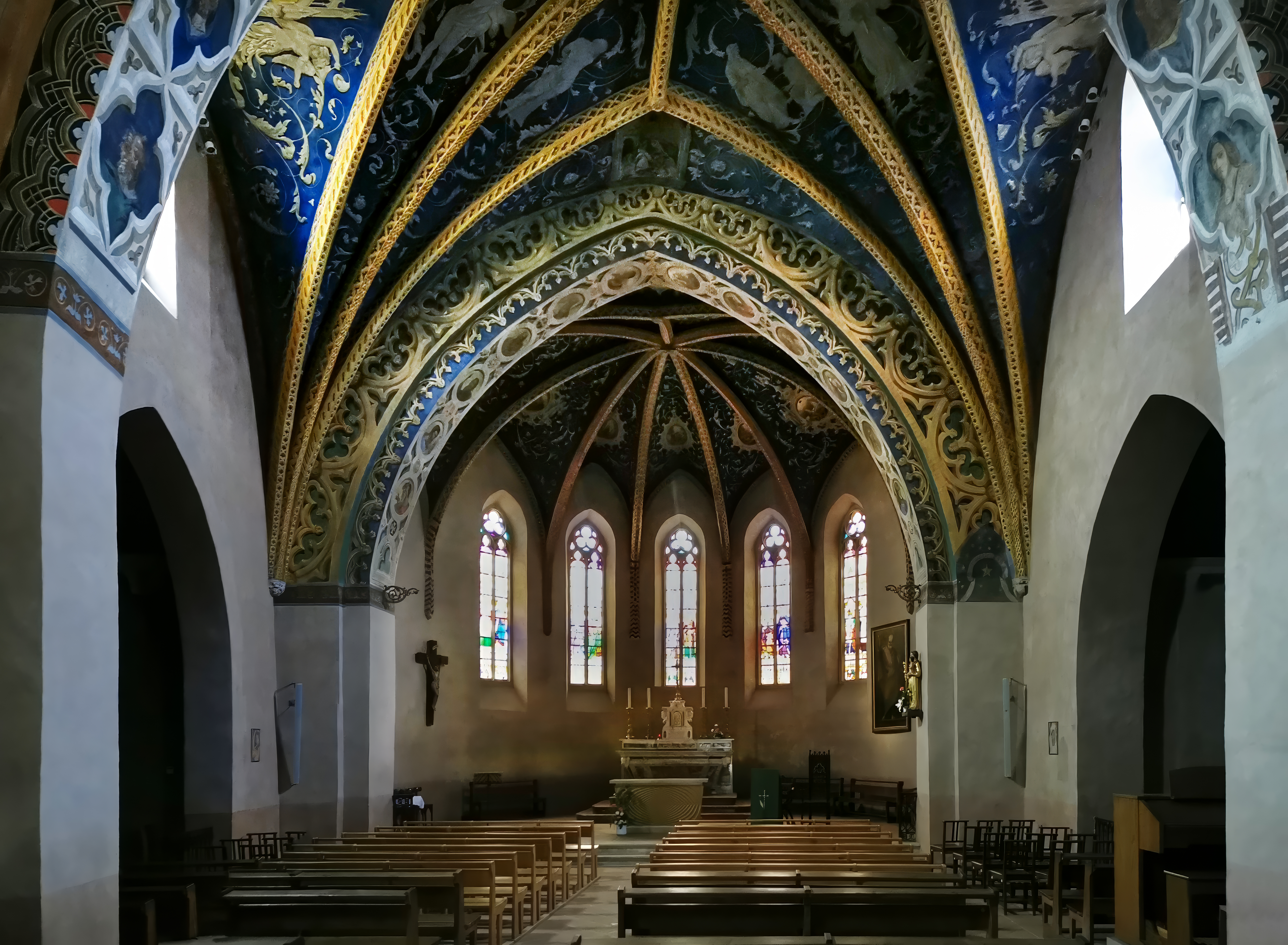
La nef et le chœur
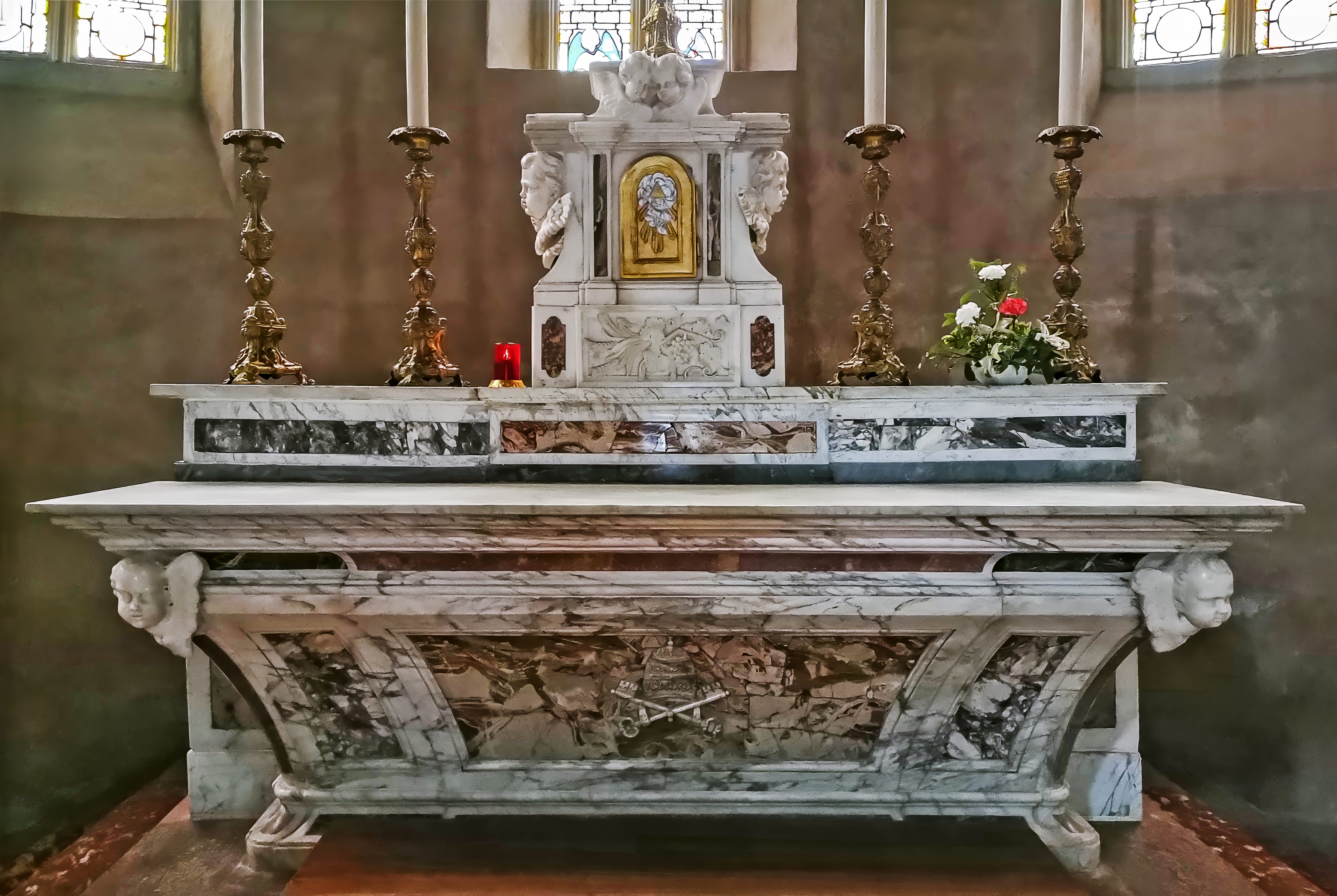
Le maître autel